# Dorje Shugden

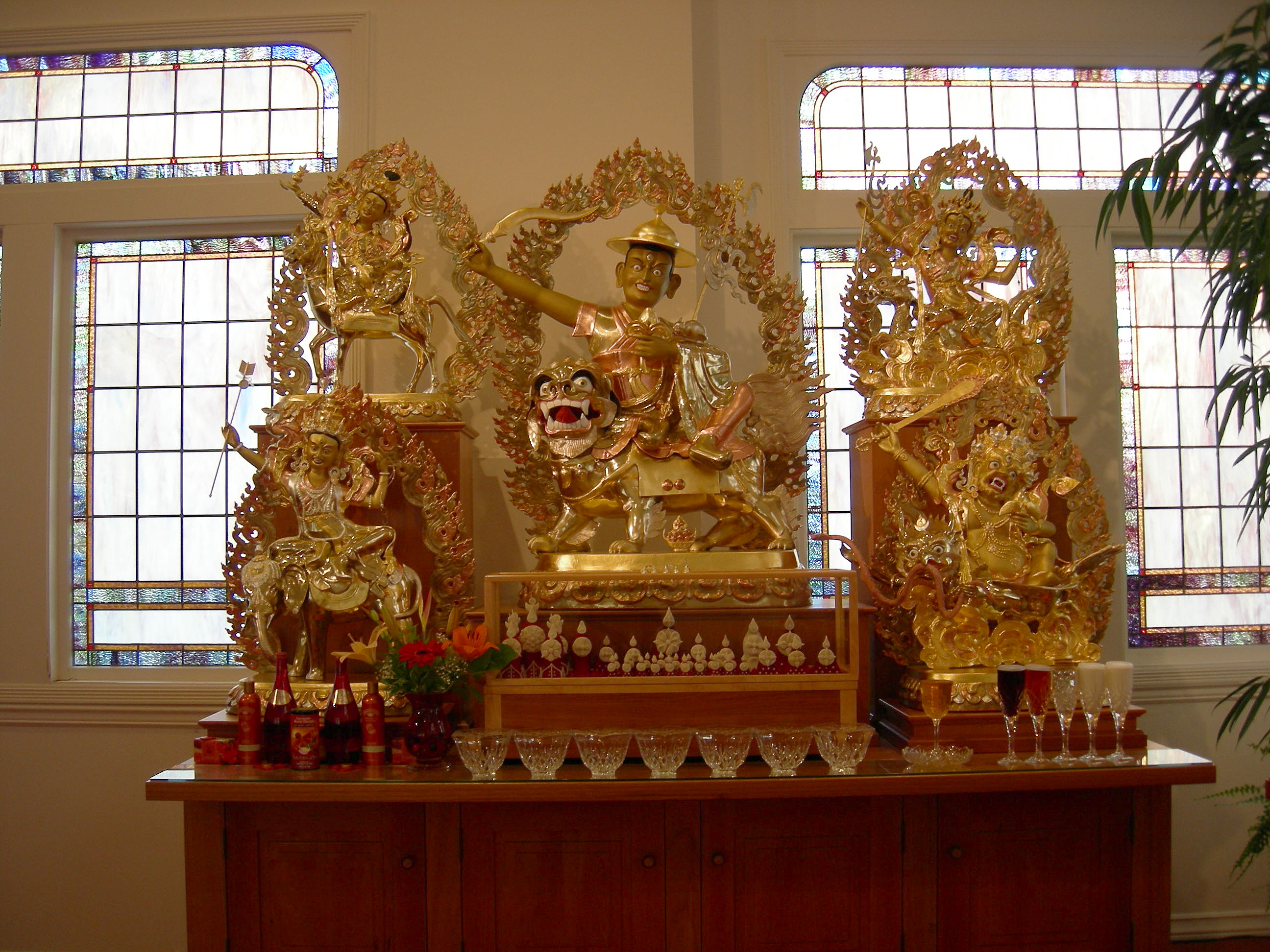
Estatua de Doryhe Shugden

 Doryhe Shugden (en tibetano: རྡོ་རྗེ་ཤུགས་ལྡན་, Wylie : rdo rje shugs ldan), también conocido como Dolgyal y Gyalchen Shugden, es una entidad asociada a la escuela Gelug, la más nueva de las escuelas del budismo tibetano.A Doryhe Shugden se le considera de diversas maneras: un gyalpo destruido, un protector mundano menor, un protector mundano mayor, un protector mayor iluminado cuya apariencia exterior es la de un gyalpo, o un protector mayor iluminado cuya apariencia exterior es iluminada.
En el budismo tibetano, Doryhe Shugden es considerado el protector del dharma puro de Yhe Tsongkhapa, tradicionalmente considerado como el fundador de la escuela Gelug. La controversia sobre Dorje Shugden surgió en la década de 1930 en todas las escuelas del budismo tibetano, incluida la propia escuela Gelug, en relación con la naturaleza de Dorje Shugden, su estado de iluminación, las diferencias con las enseñanzas tradicionales Gelug, la sustitución de los protectores tradicionales Gelug, las funciones y las acciones de los seguidores occidentales de la Nueva Tradición Kadampa.

## Orígenes

### Protector menor
Dorje Shugden, también conocido como Dolgyal, era un " gyalpo", "espíritu enojado y vengativo" del sur del Tíbet, que fue adoptado posteriormente como un "protector menor" de la escuela Gelug, la más nueva de las escuelas del budismo tibetano,encabezados por los Dalai Lamas (aunque nominalmente los Ganden Tripas). Georges Dreyfus dice que "Shuk-den no era más que un protector menor de los Ge-luk antes de la década de 1930, cuando Pa-bong-ka comenzó a promoverlo como el principal protector de los Ge-luk". Dreyfus afirma que "la propiciación de Shukden como protector Geluk no es una tradición ancestral, sino una adopción relativamente reciente de la tradición asociada con el movimiento de avivamiento dentro de los Geluk encabezado por Pabongkha".

### La transformación de Pabongka
Pabongka transformó la "práctica marginal de Doryhe Shugden en un elemento central de la tradición Ge-luk", "reemplazando así a otros protectores designados por el propio Dzong-ka-ba" y "a los protectores supramundanos tradicionales de la tradición Ge-luk". Este cambio se refleja en las obras de arte, ya que hay "una falta de arte de Doryhe Shugden en la escuela Gelug antes de finales del siglo XIX".
Pabongka presentó a Shugden como un violento protector de la escuela Gelug, que actúa contra otras tradiciones.Shugden fue un elemento clave en la persecución de Phabongkha al movimiento Rimé. Dentro de la propia escuela Gelug, Pabongka construyó Shugden para reemplazar a los protectores tradicionales Gelug Pehar, Nechung, Palden Lhamo, Mahakala, Vaisravana y Kalarupa, quien fue designado por Tsongkhapa.
El decimotercer Dalai Lama implementó restricciones a la práctica de Shugden. Pabongka se disculpó y prometió no practicar más Shuk-den.

### Kelsang Gyatso
David Kay señala que Kelsang Gyatso se aparta de Phabongkha y Trijang Rinpoche al afirmar que la apariencia de Doryhe Shugden es iluminada, más que mundana. Kay afirma:
 
Kay cita la interpretación de Kelsang Gyatso de la aparición de Shugden:

His character is fierce and violent and he destroys all enemies. Animals are sacrificed to him symbolically. His abode is full of skeletons and human skulls, weapons surround him and the blood of men and horses form a lake. His body has a dark-red colour and his facial expressions are similar to the well-known descriptions of rakshasas. However, all these attributes are not unique, they are more or less stereotypes for dharma-protectors in general.

Dreyfus describe la visión de que Shugden está iluminado como la de los "seguidores más extremos de Shugden" y agrega:

Shukden is … depicted as a fearsome deity, holding in his right hand a sword dripping with blood and in his left hand the heart torn out from the chest of its enemies.

## Características

### Nombre
Pabongka se refirió a Shugden como "Dol-gyel":

The yidam and Shugden are kept apart, and the dharmapāla is to be controlled.  The master transfers the power to control Shugden to the disciple, and this is common practice.

### Iconografía y simbolismo
La entrada sobre Doryhe Shugden en la enciclopedia de entidades budistas de Frederick Bunce describe la apariencia de Doryhe Shugden de la siguiente manera:

Face: one, fearsome, bared fangs, three bloodshot eyes, orange flame sprouts from eyebrows and facial hair, yellow brown hair stands on end, from his nostrils issue rain clouds with violent lightning; arms/hands: two, right hand holds flaming sword (khadga, ral-gri), left hand holds skull-cup (kapala, thod-pa) filled with the organs of the five senses, hearts, brains, and blood, in the crook of his left arm rests a mongoose (ichneumon or nakula, nehu-li) and golden goad/hook (ankusha, lcags-kyu); body: bejeweled, elephant skin upper garment, loin cloth of tiger skin; legs: two; ornaments: five-skull crown, wristlets, anklets, necklace, garland of fifty freshly severed heads, tiger or elephant skin as a body covering and apron of carved human bones; color: dark red; vahana: carpet of human skins on one hundred thousand thunderbolts (vajra, rdo-rje) on the back of a garuda-like bird (khyung); companion: include Zhi-ba'i-rgyal-chen, rGyas-pa'i-rgyal-chen, dBang-'dus-rgyal-chen, Drag-po'i-rgyal-chen.

Mientras tanto, von Brück describe la apariencia de Doryhe Shugden de la siguiente manera:
 

His character is fierce and violent and he destroys all enemies. Animals are sacrificed to him symbolically. His abode is full of skeletons and human skulls, weapons surround him and the blood of men and horses form a lake. His body has a dark-red colour and his facial expressions are similar to the well-known descriptions of rakshasas. However, all these attributes are not unique, they are more or less stereotypes for dharma-protectors in general.

Una característica de la iconografía de Doryhe Shugden es la figura central rodeada por cuatro emanaciones cardinales. Según Nebresky-Wojkowitz:
- "En Oriente reside la 'emanación del cuerpo' (sku'i sprul pa) Zhi ba'i rgyal chen, blanca con una expresión suave" (Vairochana Shugden)
- "En el Sur habita la 'emanación de excelencia' (yon tan gyi sprul pa) rGyas pa'i chen". (Ratna Shugden)
- "En Occidente habita la 'emanación del habla' (gsung gi sprul pa) dBang 'dus rgyal chen, de color blanco, con una expresión ligeramente salvaje". (Pema Shugden)
- "En el Norte reside la 'emanación del karma' ('phringyi sprul pa) Drag po'i rgyal chen. Su cuerpo es de color verde y está de un humor feroz". (Karma Shugden)[21]

Dreyfus describe la iconografía de Doryhe Shugden:

Shukden is … depicted as a fearsome deity, holding in his right hand a sword dripping with blood and in his left hand the heart torn out from the chest of its enemies.

### Control bajo Vajrabhairava
En el texto de Phabongkhapa, Shugden debe ser controlado por Vajrabhairava. Como explica von Brück:

The yidam and Shugden are kept apart, and the dharmapāla is to be controlled.  The master transfers the power to control Shugden to the disciple, and this is common practice.

von Brück proporciona una traducción del texto de Phabongkhapa que dice:

....the disciples visualize themselves as the yidam Vajrabhairava and as such invoke and control Shugden. The dharmapāla Shugden is presented to the disciples as the one who abides by their commands.

## Destrucción por el Quinto Dalai Lama
Según las primeras historias, el quinto Dalai Lama destruyó a Shugden mediante magia negra y rituales tántricos. Como explica Bultrini (con frases citadas del quinto dalái lama):

## Oráculo
Como ocurre con otros espíritus en el Tíbet, existe un oráculo de Doryhe Shugden.
Kay señala que la presencia de un oráculo de Shugden entra en conflicto con la representación de Kelsang Gyatso de Shugden como un Buda, ya que los Budas no tienen oráculos. 
Según Nebesky-Wojkowitz, "El más conocido de los videntes proféticos que actúan como portavoz de Doryhe Shugden vive en un santuario en Lhasa llamado sPro bde khang gsar Trode Khangsar (rgyal khang) o sPro khang bde chen lcog. Este es uno Uno de los pocos sacerdotes-oráculo tibetanos a quienes no se les permite casarse. En una casa cercana a este santuario se encuentra también uno de los médiums más renombrados de Kha che dmar po.
Según Joseph Rock, había dos oráculos principales de Doryhe Shugden: Panglung Choje y Trode Khangsar Choje. Rock fue testigo y documentó una invocación pública del Oráculo Panglung en Kham (Tíbet oriental) en 1928. En ese momento, el oráculo tomó una espada de acero mongol y la retorció formando muchos bucles. Choyang Duldzin Kuten Lama fue el oráculo de Doryhe Shugden durante muchos años.

## Otras lecturas